# About You Now (ep)
About You Now is de eerste ep van de Amerikaanse zangeres Miranda Cosgrove. De muziek kwam voor het eerst beschikbaar op iTunes op 3 februari 2009.

## Nummers
| Nr. | Titel                        | Duur |
| --- | ---------------------------- | ---- |
| 1.  | About You Now                | 3:11 |
| 2.  | FYI                          | 3:01 |
| 3.  | Party Girl                   | 3:12 |
| 4.  | Stay My Baby (Spider remix)  | 2:59 |
| 5.  | About You Now (Spider remix) | 3:24 |